# خوسيه أنطونيو سانتانا
خوسيه أنطونيو سانتانا (بالإسبانية: José Antonio Santana)‏ (15 فبراير 1981 بلاس بالماس دي غران كناريا في إسبانيا - ) هو لاعب كرة قدم إسباني في مركز الدفاع. شارك مع منتخب إسبانيا تحت 16 سنة لكرة القدم ومنتخب إسبانيا تحت 17 سنة لكرة القدم ومنتخب إسبانيا تحت 18 سنة لكرة القدم ومنتخب إسبانيا تحت 20 سنة لكرة القدم. أما مع النوادي، فقد لعب مع نادي إلتشي ونادي فيسينداريو ونادي لاس بالماس وUD Fuerteventura ‏ وجيمناستيسيا  توريلافيجا ‏ وUniversidad de Las Palmas CF ‏ وUD Gáldar ‏ وCastillo CF ‏ وUD Las Palmas Atlético ‏.

## وصلات خارجية
- خوسيه أنطونيو سانتانا على موقع قاعدة بيانات كرة القدم.إي يو (الإنجليزية)